# De mensch, de stof opwekkend en beheerschend
De mensch, de stof opwekkend en beheerschend is een artistiek kunstwerk in Amsterdam-Zuid.
Theo van Reijn maakte het beeld in 1932 ter verfraaiing van de gevel van het Laboratoriumgebouw scheikunde van de Vrije Universiteit Amsterdam aan De Lairessestraat. Het beeld is gemaakt van tufsteen. Het stond oorspronkelijk hoog in de gevel voor de bovenste verdieping op een van die gevel deel uitmakende kolom; een architectonische versiering die architect Berend Tobia Boeyinga had meegenomen uit de stijl van de Amsterdamse School. Toen er op die vleugel in 1954 twee verdiepingen werden bijgebouwd was er een optie om ook het beeld te verhuizen, maar dit bleef op de kolom staan, zodat de plaats van het beeld in bouwkundige ogen wat vreemd aandoet.

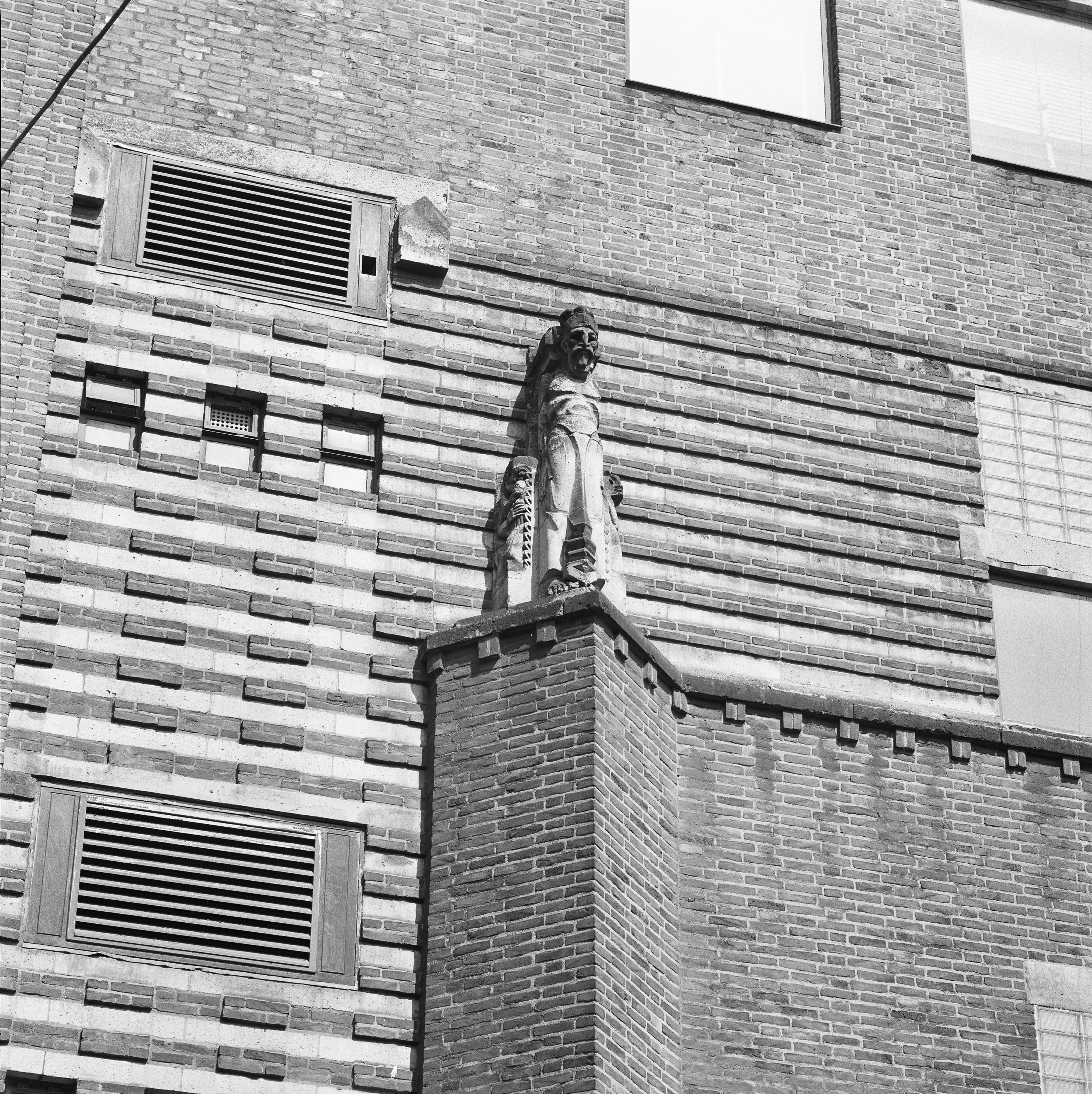
De mensch (1992)